# Diocèse de Mocoa-Sibundoy
Le diocèse de Mocoa-Sibundoy (en latin : en latin : Dioecesis Mocoënsis-Sibundoyensis ; en espagnol : Diócesis de Mocoa-Sibundoy) est un diocèse de l'Église catholique en Colombie, suffragant de l'archidiocèse de Florencia.

## Territoire

Il est situé sur trois départements de la Colombie. Le département de Putumayo avec les municipalités de Colón, Mocoa, Orito, Puerto Asís, Puerto Caicedo, Puerto Guzmán, San Francisco, San Miguel, Santiago, Sibundoy, Valle del Guamuez et Villagarzón. Le département de Cauca avec la municipalité de Piamonte et le district de San Juan de Villalobos de la municipalité de Santa Rosa et le département de Nariño avec le district d'El Empalme de la municipalité d'Ipiales.
Il possède un territoire d'une superficie de 24 885 km2 divisé en 39 paroisses. Le siège épiscopal est dans la ville de Sibundoy où se trouve la cathédrale Saint-Paul. La cocathédrale Saint-Michel-Archange est à Mocoa.

## Historique
La préfecture apostolique de Caquetá est érigée le 20 décembre 1904 par le décret Cum perplures de la congrégation pour la propagation de la foi en prenant une partie du territoire du diocèse de Pasto. La nouvelle préfecture comprend alors un immense territoire composé des départements actuels de Caquetá, Putumayo et Amazonas. La mission d'évangélisation est confiée au frères mineurs capucins.
Le 31 mai 1930, la préfecture apostolique devient vicariat apostolique par la lettre apostolique Decessores Nostros du pape Pie XI. Il cède des portions de territoire le 8 février 1951 pour l'érection du vicariat apostolique de Florencia (aujourd'hui archidiocèse de Florencia) et de la préfecture apostolique de Leticia (aujourd'hui vicariat apostolique de Leticia) ; dans le même temps il change son nom en vicariat apostolique de Sibundoy.
Il cède une partie de son territoire le 23 septembre 1964 pour la création du diocèse d'Ipiales ainsi qu'une petite partie pour le diocèse de Pasto. Pour mieux s'occuper de la préfecture apostolique de Leticia, les capucins laissent la mission de Sibundoy aux rédemptoristes en septembre 1968.
Par la constitution apostolique Catholica fides du 29 octobre 1999, le pape Jean-Paul II élève le vicariat apostolique au rang de diocèse qui prend le nom de Mocoa-Sibundoy, car l'église de Sibundoy dédiée à saint Alphonse de Liguori, fondateur des rédemptoristes, est désignée cathédrale, et l'église de Mocoa dédiée à saint Michel archange devient cocathédrale. Le 2 février 2019, la cathédrale de Sibundoy prend le nom de saint Paul.
Nommé suffragant de l'archidiocèse de Popayán lors de sa création, il intègre la province ecclésiastique de l'archidiocèse de Florencia le 13 juillet 2019 par la constitution apostolique Laborantes licet du pape François.

## Évêques
- Fedele da Montclar, O.F.M.Cap (1905 - 1930)
- Miguel Monconill y Viladot, O.F.M.Cap (30 juin 1930 - 26 février 1946)
- Camilo Plácido Crous y Salichs, O.F.M.Cap (10 avril 1947 - 16 janvier 1971)
- Ramón Mantilla Duarte, C.Ss.R (16 janvier 1971 - 26 avril 1977), nommé évêque de Garzón
- Rafael Arcadio Bernal Supelano, C.Ss.R (27 février 1978 - 29 mars 1990), nommé évêque d'Arauca
- Fabio de Jesús Morales Grisales, C.Ss.R (15 avril 1991 - 18 octobre 2003)
- Luis Alberto Parra Mora (18 octobre 2003 - 1er décembre 2014)
- Luis Albeiro Maldonado Monsalve (15 octobre 2015 - 10 avril 2025), nommé évêque de Santa Rosa de Osos
  - Juan Carlos Cárdenas Toro (depuis le 29 mai 2025), administrateur apostolique